# Jejuno

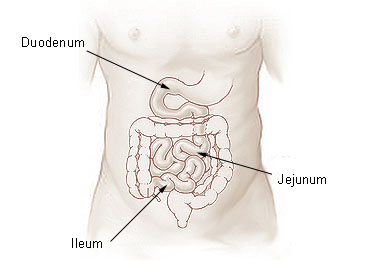
Jejuno, íleo e duodeno

Jejuno (do latim jejune significa jejum) é a porção do intestino delgado compreendida entre o duodeno e o íleo, formando uma estrutura de cerca de 2.5 metros em um humano adulto. É um órgão responsável pela absorção de aminoácidos e lipídios já parcialmente digeridos pelo estômago e pelo duodeno. 
Jejuno vêm da palavra latina para jejum por estar quase sempre vazio na realização das necrópsias.
Faz parte do intestino delgado. Por não ter limite nítido na sua continuação com o íleo, pode ser descrito em conjunto com este, sendo jejuno nome atribuído aos dois quintos proximais e o íleo aos três quintos distais. Compreendem a parte móvel do intestino delgado, que começa no nível da flexura duodenojejunal e termina no nível da região inguinal direito, com o íleo terminal, onde ele estabelece continuidade com o intestino grosso. Não há linha morfológica de distinção entre os dois e a divisão é arbitrária. As características dos mesmos sofrem mudanças graduais de tal modo que uma parte retirada da primeira porção apresentará diferenças típicas e acentuadas em relação a parte terminal do íleo.

## Características
O jejuno está presente na maioria dos vertebrados superiores, incluindo mamíferos, répteis e aves. Nos peixes, as divisões do intestino delgado não são tão claras e o termo "intestino médio" pode ser usado em vez de jejuno. É especializado na absorção de carboidratos e aminoácidos.
Se o jejuno for impactado com força suficiente, um reflexo de vômito será iniciado.
O pH no jejuno é, geralmente, entre 7 e 9 (neutro ou ligeiramente alcalino).
Possui uma membrana mucosa com entrâncias e reentrâncias, chamadas vilosidades e microvilosidades, que aumentam a superfície de contato com os nutrientes a serem absorvidos. Quase não contém glândulas de Brunner (mais comuns no duodeno) e poucas placas de Peyer (mais comuns no íleo). Possui célula de Paneth na base das glândulas de Lieberkhün. Possui maior quantidade de células caliciformes do que o duodeno.
O jejuno é mais largo, tem diâmetro de cerca de 4 cm, e sua parede é mais espessa, mais vascular e de cor mais forte que o íleo. As pregas circulares de sua mucosa são grandes mais densamente distribuídas, com os vilos maiores que os do íleo. Nódulos linfáticos agregados estão em geral ausentes na parte proximal do jejuno e na parte distal são encontrados com menor frequência que no íleo; são menores e tendem a adquirir forma circular. Segurando-se o jejuno entre o indicador e o polegar, pode-se parecer as pregas circulares, o que não acontece com a parte inferior do íleo; é possível assim distinguir-se a parte superior da parte inferior do intestino delgado.
O íleo é mais estreito, sendo seu diâmetro de 3,75 cm e suas túnicas mais finas e menos vascularizadas que as do jejuno. Possui poucas pregas circulares, pequenas, que desaparecem de todo em direção à extremidade caudal; por outro lado os nódulos linfáticos agregados (placas de Peyer) são maiores e mais numerosos. Em sua maior parte o jejuno ocupa as regiões umbilical e ilíaca esquerda enquanto o íleo ocupa principalmente as regiões umbilical, hipogástrica, ilíaca direita e pélvica. A parte terminal do íleo em geral encontra-se na pelve, da qual sobe, passando por cima do "músculo psoas direito" e dos vasos ilíacos direitos; termina na fossa ilíaca direita, abrindo-se na face medial da porção inicial do intestino grosso.
O jejuno-íleo apresenta numerosas alças intestinais e está fixado a parede posterior do abdome por uma extensa prega de peritônio, o mesentério, que da ampla mobilidade as alças intestinais, permitindo as mesmas acomodarem-se em suas mudanças de forma e posição. O mesentério possui forma de leque; sua borda posterior ou raiz com cerca de 15 cm de comprimento está inserida na parede abdominal posterior e estende-se do lado esquerdo do corpo da segunda vértebra lombar até a articulação sacroilíaca direita, cruzando sucessivamente a porção horizontal do duodeno, a aorta, a veia cava inferior, o ureter e o psoas direito. Sua largura entre as bordas vertebral e intestinal é em média de 20 cm, sendo maior no meio que nas extremidades. Entre os dois folhetos que o compõem estão contidos vasos sanguíneos, nervos, vasos quilíferos e linfonodos, junto com quantidade variável de gordura.
Ocasionalmente, um remanescente da porção proximal do ducto onfalomesentérico (ou vitelino) do embrião pode persistir no adulto e é conhecido com o nome de divertículo ileal ou divertículo de Meckel. Tem poucos centímetros de comprimento e está localizado na margem antimesentérica do íleo, a uma distancia variável de sua desembocadura no intestino grosso. A mucosa do divertículo é, usualmente, ileal, mas em quase 50% dos casos contém alguma mucosa gástrica ectópica. Sua importância clinica reside exatamente nesse fato, pois, como a mucosa gástrica secreta acido clorídrico, pode ocorrer ulceração da mucosa, responsável por sintomas digestivos aparentemente inexplicáveis. A inflamação do divertículo( diverticulite) pode ser confundida com uma apendicite (inflamação do apêndice vermiforme).

## Estrutura
Pregas circulares: são pregas semelhantes a válvulas que se projetam na luz com uma altura de 3 a 10 mm. A maioria estende-se transversalmente em torno do interior do cilindro intestinal por cerca da metade a dois terços de sua circunferência, enquanto outros completam o circulo ou formam uma espiral, estendendo-a por mais de uma volta, formando até duas ou três voltas. As pregas são também de alturas diferentes, e as altas tendem a alternar-se com as baixas. O tamanho e o numero das mesmas diferem nas três partes do intestino delgado. São formados pelas túnicas submucosa e mucosa. O núcleo do tecido conjuntivo da submucosa é bem firme, fazendo das pregas estruturas permanentes que não são apagadas pela distensão, como acontece com as do estomago. 
Vilos: são minúsculas projeções digitiformes cujo tamanho situa-se no limite da visibilidade a olho nu, aglomeradas por toda a superfície da mucosa conferindo a esta aspecto aveludado. São bastante irregulares em tamanho e forma, maiores em algumas partes do intestino que em outras, e tornam-se consideravelmente achatadas pela distensão do intestino. Os vilos são inteiramente constituídos de tecido pertencente à túnica mucosa.
Estrutura dos vilos: cada vilo possui um núcleo de tecido conjuntivo reticular e areolar delicado que provê uma membrana basal para o epitélio e sustém a rica rede de capilares sanguíneos e um vaso capilar linfático, em geral único. O capilar linfático começa em fundo cego, próximo a extremidade do vilo, ocupando mais ou menos uma posição central, e abre-se nos vasos linfáticos da submucosa. Este capilar linfático central é chamado quilífero por estar cheio de um liquido branco, leitoso, conhecido como quilo, durante a digestão de alimentos ricos em gordura. Feixes de músculo liso, isolados e esparsos, correm paralelos ao vaso quilífero e parecem ser extensões da muscular da mucosa dentro dos vilos.
Glândulas intestinais: são glândulas tubulares simples que se abrem nas depressões entre os vilos e formam uma camada uniforme de tecido glandular entre as bases dos vilos e a muscular da mucosa. O epitélio da borda estriada e as células caliciformes estendem-se para baixo até as criptas, mas no fundo encontra-se um grupo de células glandulares secretoras conhecidas como células de Paneth. Estas células contém grandes grânulos de secreção que se coram em vermelho vivo com eosina, sendo provável que secretem as enzimas digestivas do intestino delgado. Divisões mitóticas são com frequência observadas nas células das paredes das criptas, e acredita-se que a proliferação destas células compense a perda das células superficiais provocada pelo atrito natural.
Nódulos linfáticos agregados ou Placas de Peyer: são grupos de nódulos linfáticos espalhados em uma camada única na mucosa da parede do íleo oposta à inserção do mesentério. As placas são circulares ou ovais, com cerca de 1 cm de largura, e podem estender-se ao longo do intestino por 3 a 5 cm. Apesar de maiores e mais numerosas no íleo distal, são por vezes vistas até no jejuno. Na autópsia elas podem ser reconhecidas macroscopicamente, onde pregas circulares estão ausentes e os vilos são muito espessos ou ausentes, como placas espessas e esbranquiçadas. Na sala de dissecção, onde os cadáveres em geral são de idade avançada as placas são de difícil identificação em virtude da atrofia que o tecido linfático sofre nos indivíduos idosos.
A parede do intestino delgado é constituída de quatro camadas: mucosa, submucosa, muscular e serosa.
A mucosa( túnica mucosa) é composta dos vilos, das glândulas intestinais, de um arcabouço de tecido conjuntivo, e da muscular da mucosa. O epitélio de revestimento dos vilos é do tipo prismático simples, em que a maioria das células tem a característica borda livre estriada. Recentes observações com o microscópio eletrônico demonstraram que a aparência estriada é devida a inumeráveis projeções do citoplasma, pequenas demais para serem percebidas mesmo com o melhor microscópio óptico, espalhadas entre as células caliciformes secretoras de muco.
A muscular da mucosa é uma fina lamina de células musculares não estriadas, constituída de uma camada circular interna e uma longitudinal externa, localizada no limite entre a mucosa e a submucosa.
A submucosa é constituída de tecido conjuntivo fibroelástico e areolar.  É uma camada robusta formando o núcleo das pregas circulares. Contém os vasos sanguíneos e linfáticos destinados a mucosa e, próximo a muscular, o plexo nervoso submucoso de Meissner. Pequenas coleções de linfócitos e linfonodos solitários podem existir em qualquer parte do intestino delgado e grupos de nódulos, conhecidos como placas de Peyer, são encontrados no íleo. Os linfonódulos em geral ocupam a submucosa, infiltram a muscular da mucosa e estendem-se em direção a superfície livre, parecendo muitas vezes obliterar alguns vilos.
A túnica muscular é composta das duas camadas usuais do tubo alimentar- longitudinal externa e circular interna. Entre estas duas camadas encontra-se uma rede de tecido nervoso que contém fibras nervosas amielínicas e células ganglionares, conhecida como plexo mientérico. A túnica muscular é mais espessa na parte proximal do intestino do que na distal.
A túnica serosa é composta pelo peritônio e pelo tecido conjuntivo areolar que o une à camada muscular. O intestino delgado é revestido pelo peritônio exceto ao longo da estreita faixa presa ao mesentério e das partes retroperitoneais do duodeno.

## Irrigação, Drenagem e Inervação
O jejuno e o íleo são irrigados pela artéria mesentérica superior, cujos ramos intestinais, ao atingirem a borda de inserção da alça, correm as camadas serosa e muscular em direção a borda livre, onde anastomosam-se com ramos que correm na face oposta do intestino. Destes vasos partem numerosos ramos que perfuram a túnica muscular, irrigando-a e formando um intrincado plexo de tecido submucoso. Deste plexo, diminutos vasos seguem as glândulas e vilos da mucosa. As veias têm curso e arranjo semelhantes aos das artérias.
Os linfáticos do intestino delgado dispõem-se em dois grupos: os da mucosa e os da túnica muscular. Os linfáticos dos vilos iniciam-se nestas estruturas da maneira já descrita: formam um intrincado plexo no tecido mucoso e submucoso, juntando-se aos linfáticos oriundos dos espaços linfáticos das bases dos nódulos solitários. A seguir passam aos vasos maiores, na borda mesentérica do intestino. Os linfáticos da camada muscular estão situados, em uma grande extensão, entre as duas camadas de fibras musculares, onde formam um denso plexo; em todo o seu curso comunicam-se livremente com os linfáticos da mucosa e desembocam, tal como estes, nas origens dos vasos quilíferos, na borda de inserção do intestino.
Os nervos do intestino delgado derivam dos plexos dos nervos autônomos situados em torno da artéria mesentérica superior, representados por fibras parassimpáticas craniais do vago e fibras simpáticas pós-ganglionares do plexo celíaco. Destas origens eles dirigem-se para o plexo mientérico de nervos e gânglios, situado entre as fibras musculares circulares e longitudinais, de onde os ramos nervosos são distribuídos as camadas musculares do intestino. Deste deriva um plexo secundário, o plexo da submucosa formado por ramos que perfuram as fibras musculares circulares. Este plexo situa-se na túnica submucosa do intestino; contem também gânglios dos quais se originam fibras nervosas que passam à muscular da mucosa e à mucosa. Os feixes nervosos do plexo submucoso são mais finos do que os do plexo mientérico.

## Localização
O jejuno e íleo são suspensos pelo mesentério o que dá a mobilidade a bexiga dentro do abdômen. Ele também contém músculos lisos circulares e longitudinais que ajudam a mover alimentos ao longo do intestino por um processo conhecido como movimentos peristálticos.
Após o jejuno o bolo digestivo segue para o íleo até chegar a válvula íleo cecal; em sua porção proximal (inicial) a válvula íleo cecal pode conter uma estrutura que é o divertículo de Meckel, local onde é comum ocorrerem infecções agudas.